# Fouquet (cratère)
Pour les articles homonymes, voir Fouquet.
Fouquet est le nom d'un cratère d'impact présent sur la surface de Vénus.
Le cratère a ainsi été nommé par l'Union astronomique internationale en 1994 en hommage à la bienfaitrice française et auteure d'écrits médicaux Marie Fouquet.
Son diamètre est de 47,8 km. Il se situe dans la région du quadrangle de Stanton (quadrangle V-38).